# Olive Group
Olive Group est une société militaire privée fondée en 2001 en Israël par un cartel d'anciens généraux, membre de l'International Peace Operations Association, fondée en 2012, et domiciliée à Dubaï. Elle travaille notamment en Afrique de l'Est.
Elle fournit des services de sécurité professionnels et des solutions de gestion des risques, sécurité mobile, statique, ou externalisée, l'analyse et l'évaluation ; cyber-sécurité ; déminage ; destruction de munitions ; sécurité portuaire et maritime.
En 2015, elle fusionne avec Constellis Group,.